# Östra Torps socken
Östra Torps socken i Skåne ingick i Vemmenhögs härad, uppgick 1967 i Trelleborgs stad och området ingår sedan 1971 i Trelleborgs kommun och motsvarar från 2016 Östra Torps distrikt. Den är Sveriges sydligaste socken.
Socknens areal är 5,20 kvadratkilometer varav 5,18 land. År 2000 fanns här 1 201 invånare.  Sveriges sydligaste punkt, Smygehuk samt tätorten Smygehamn med sockenkyrkan Östra Torps kyrka ligger i socknen.

## Administrativ historik
Socknen har medeltida ursprung. 
Vid kommunreformen 1862 övergick socknens ansvar för de kyrkliga frågorna till Östra Torps församling och för de borgerliga frågorna bildades Östra Torps landskommun. Landskommunen uppgick 1952 i Klagstorps landskommun som uppgick 1967 i Trelleborgs stad som ombildades 1971 till Trelleborgs kommun. Församlingen uppgick 2002 i Källstorps församling.
1 januari 2016 inrättades distriktet Östra Torp, med samma omfattning som församlingen hade 1999/2000.  
Socknen har tillhört län, fögderier, tingslag och domsagor enligt vad som beskrivs i artikeln Vemmenhögs härad. De indelta soldaterna tillhörde Skånska dragonregementet, Vemmenhögs skvadron, Borrby kompani.

## Geografi
Östra Torps socken ligger öster om Trelleborg vid Östersjökusten. Socknen är en odlad slättbygd på Söderslätt.

## Fornlämningar
Från stenåldern finns boplatser och tre gånggrifter. Från bronsåldern finns gravhögar och ett flintröse. Från järnåldern finns stensättningar. 

## Namnet
Namnet skrevs 1356 Östratorp och kommer från kyrkbyn. Efterleden innehåller torp, 'nybygge'..